# Данієль Опар
Даніє́ль Таві́а Опа́р (англ. Daniel Tawiah Opare; нар. 18 жовтня 1990 року, Аккра, Гана) — ганський футболіст, захисник німецького «Аугсбурга» та збірної Гани.

## Титули і досягнення
- Володар Кубка Бельгії (1):

«Стандард»: 2010-11
- Чемпіон світу (U-20) (1):

Гана (U-20): 2009